# Fridrikh Markovitch Ermler
Frídrij Márkovich Ermler nacido Vladímir Márkovich Breslav (en ruso: Эрмлер, Фридрих Маркович; Rēzekne, 1 de mayojul./ 13 de mayo de 1898greg. - Leningrado, 12 de julio de 1967) fue un director de cine, actor y guionista soviético. Recibió cuatro veces el Premio Stalin (en 1941, dos veces en 1946 y en 1951).

## Biografía
Después de estudiar farmacología, se unió al Ejército Imperial ruso en 1917 y pronto participó en la revolución de octubre del lado de los bolcheviques. Capturado y torturado por el Ejército blanco, únicamente se convirtió en miembro del Partido Comunista al final de la Guerra civil.
De 1923 a 1924, Ermler estudió en la Academia de Cine. En 1932, participó en la creación de uno de los primeros talkies soviéticos : la película Vstrechny ( The Counterplan ). También fue uno de los fundadores del Taller experimental de Cine KEM (junto con Eduard Iogansón). Fue una de las principales figuras de la industria del cine de propaganda soviética cuya principal prioridad era glorificar a Stalin y su liderazgo supuestamente exitoso en el progreso del país.
En 1940 se convirtió en director del estudio Lenfilm. Entre 1941 y 1944, trabajó en el Central United Film Studio of Feature Films (TsOKS) en Alma-Ata (actualmente Kazakhfilm Studios). En 1946, recibió el Gran Premio del Festival de Cine de Cannes, antecesora de la Palma de Oro, por su película El punto decisivo.
Murió el 12 de julio de 1967 en Komarovo. Se colocó una placa conmemorativa en la casa en Leningrado donde vivió desde 1930 hasta 1962.

## Filmografía
- Escarlatina (Скарлатина) (1924); cortometraje
- Niños de la tormenta (Дети бури) (1926); codirigido con Eduard Ioganson
- Las manzanas Reinette de Katka (Катька — Бумажный Ранет) (1926); codirigido con Eduard Ioganson
- El zapatero parisino (Парижский сапожник) (1927)
- La casa en los ventisqueros (Дом в сугробах) (1928)
- Las ruinas de un imperio (Обломок империи) (1929)
- Proyecto alternativo (Встречный) (1932); codirigido con Serguéi Yutkévich
- Campesinos (Крестьяне) (1934)
- Gran ciudadano (Великий гражданин) (1939)
- Balzac en Rusia (Бальзак в России) (1940)
- Otoño (Осень) (1940); cortometraje, codirigido con Isaak Menaker
- Ella defiende la patria (Она защищает Родину), estrenado en Estados Unidos como No Greater Love (1943)
- El punto decisivo (Великий перелом) (1945)
- La gran fuerza (Великая сила) (1949)
- Hora de la cena (Званый ужин) (1953)
- Historia inconclusa (Неоконченная повесть) (1955)
- El primer día (День первый) (1958)
- De New York a Yasnaya Poliana (Из Нью-Йорка в Ясную Поляну) (1963); documental
- Frente al juicio de la historia (Перед судом истории) (1965); documental/entrevista con Vasily Shulgin

## Premios y reconocimientos
Festival Internacional de Cine de Cannes
| Año  | Categoría   | Película          | Resultado |
| ---- | ----------- | ----------------- | --------- |
| 1946 | Gran Premio | El punto decisivo | Ganador   |